# Adolf Heidenhain
Adolf Heidenhain (ur. 28 lipca 1893 w Tybindze, zm. 26 maja 1937 w Berlinie) – niemiecki lekarz neurolog. Opisał postać choroby Creutzfeldta-Jakoba, historycznie nazywaną zespołem Heidenhaina.

## Życiorys
Syn anatoma Martina Heidenhaina. Maturę zdał w 1911 roku, studiował medycynę, egzaminy państwowe zdał w czerwcu 1921 roku. Od września 1921 do października 1923 roku był asystentem wolontariuszem w Klinice Chorób Nerwowych w Tybindze. Przez sześć miesięcy w szpitalu miejskim w Stuttgarcie, od 1923 do 1924 roku w Instytucie Psychiatrii w Monachium u Walthera Spielmeyera. Następnie, od początku 1925 roku do końca sierpnia 1928 roku, w klinice Charité w Berlinie u Karla Bonhoeffera. W 1928 roku habilitował się u Roberta Gauppa w Tybindze. Jego karierę akademicką utrudniły szykany ministerstwa związane z żydowskim pochodzeniem. Od 1935 roku do przedwczesnej śmierci w 1937 roku był oficerem sanitarnym w Wehrmachcie. 